# Tarantella (Theo van Doesburg)
Tarantella is een schilderij van de Nederlandse kunstenaar Theo van Doesburg.

## Voorstelling
De titel verwijst naar de Tarantella, een Italiaanse volksdans, die door vrouwen werd uitgevoerd. In het Centraal Museum bevinden zich drie voorstudies voor het schilderij, waarop te zien is hoe Van Doesburg een schets van een dansende vrouw omzet in een abstracte compositie.

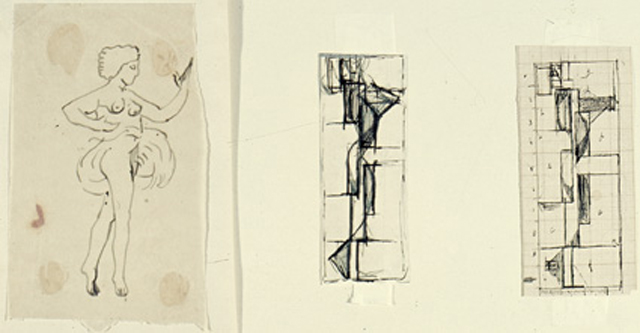
Theo van Doesburg. Studies voor Tarantella. Vermoedelijk 1918. Utrecht, Centraal Museum.

## Datering
Het schilderij is voor zover bekend niet gesigneerd of gedateerd. Omstreeks 10 januari 1918 schreef Van Doesburg aan zijn vriend Antony Kok: ‘Jouw mooie kaart heeft me voor een schilderij (slangendans) geïnspireerd’. Mogelijk gaat het hier om Tarantella. In Van Doesburgs portfolio en in een omstreeks 1927 door Van Doesburg opgestelde lijst van schilderijen, beide in het Rijksbureau voor Kunsthistorische Documentatie, wordt het 1918 gedateerd.

## Herkomst
Volgens het onderschrift bij een foto in Van Doesburgs portfolio is het werk in The Little Review Gallery van Jane Heap in New York geweest. Waarschijnlijk werd het daar in het voorjaar van 1926 tentoongesteld op een groepstentoonstelling met onder meer werk van Theo van Doesburg. Daarna ontbreekt ieder spoor. In de portfolio staat onder het bijschrift in het handschrift van Wies van Moorsel genoteerd ‘verloren gegaan’.